# Adelphomyia prionolaboides
Adelphomyia prionolaboides är en tvåvingeart som först beskrevs av Alexander 1934.  Adelphomyia prionolaboides ingår i släktet Adelphomyia och familjen småharkrankar. Inga underarter finns listade i Catalogue of Life.